# ریموند کپنس
ریموند کپنس (انگلیسی: Raymond Keppens) بازیکن هاکی روی چمن اهل بلژیک بود. از افتخارات وی میتوان به کسب مدال برنز در بازی‌های المپیک تابستانی ۱۹۲۰ اشاره کرد. 